# Behringersdorfer Forst

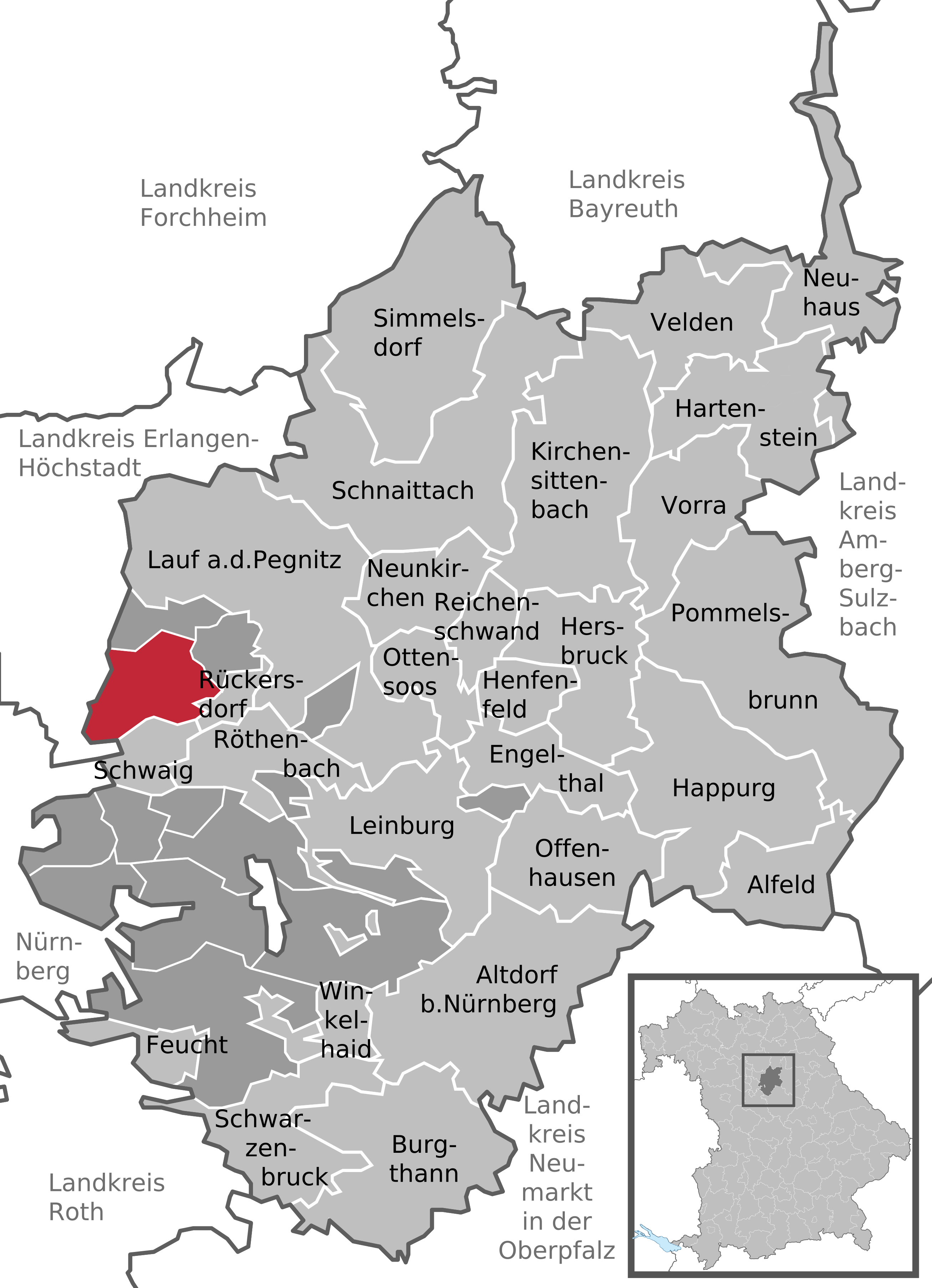
Lage des Behringersdorfer Forsts im Landkreis Nürnberger Land

Der Behringersdorfer Forst ist ein gemeindefreies Gebiet und eine Gemarkung im mittelfränkischen Landkreis Nürnberger Land. Gemeindefreies Gebiet und Gemarkung sind deckungsgleich. Die Gesamtfläche beträgt 11,154 km². Sie ist in 39 Flurstücke aufgeteilt, die eine durchschnittliche Flurstücksfläche von 286004,32 m² haben.

## Geographie
Der Staatsforst ist der nördlich von Schwaig und westlich von Rückersdorf gelegene Teil des Sebalder Reichswaldes. Die Autobahn Bundesautobahn 3 verläuft am südwestlichen Rand des Gebietes, einen Kilometer östlich davon liegt der Behringersdorfer See. Die Bundesstraße 14 und die Bahnstrecke Nürnberg–Cheb verlaufen südlich außerhalb.
Der Langwassergraben entspringt im Norden des Gebiets und durchläuft den Forst von Nord nach Südwest, um später im Bezirk Wasserwerk des Nürnberger Stadtteils Erlenstegen in die Pegnitz zu fließen.

## Bildergalerie

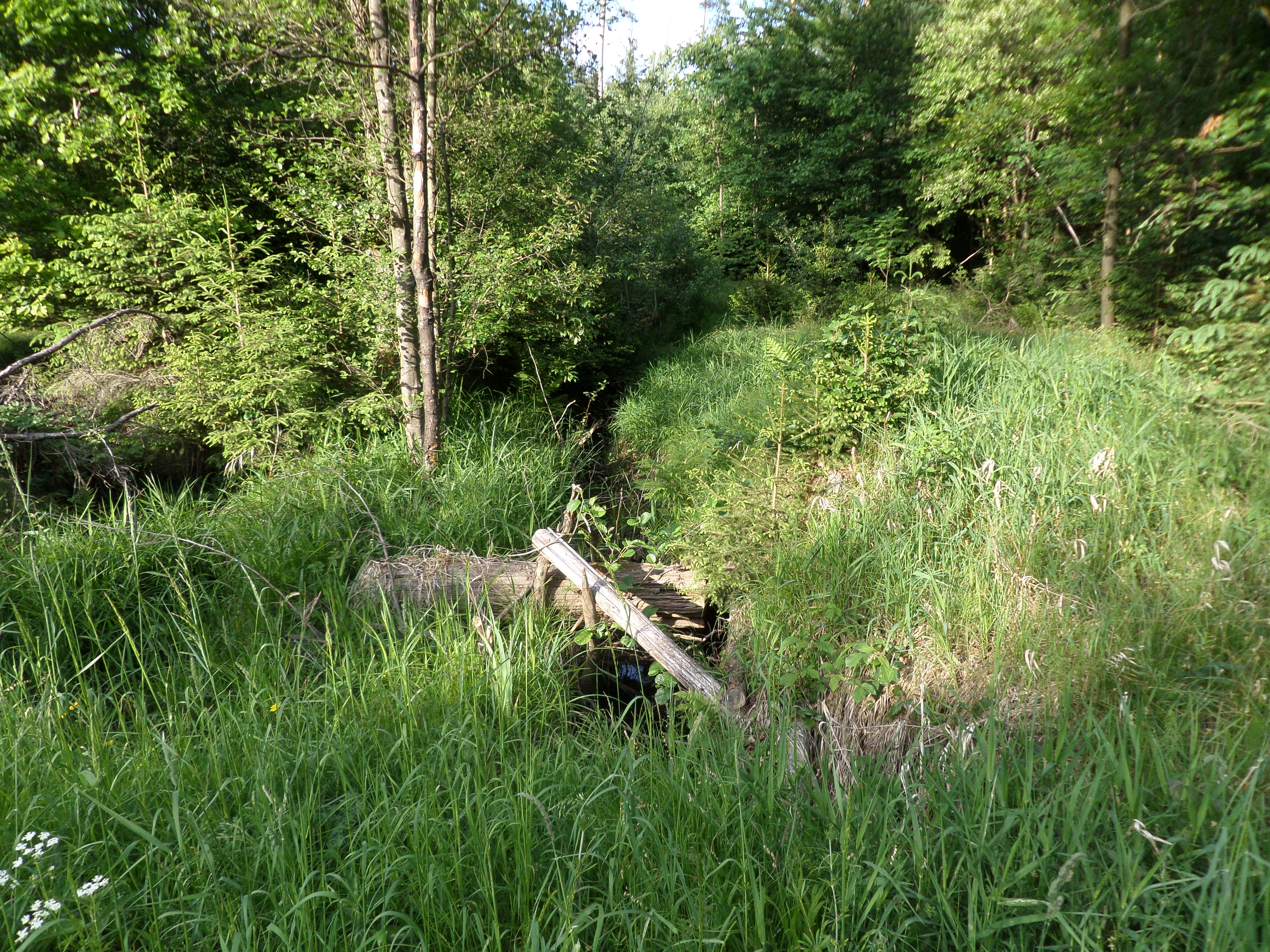
Langwassergraben am Hutbruckweg
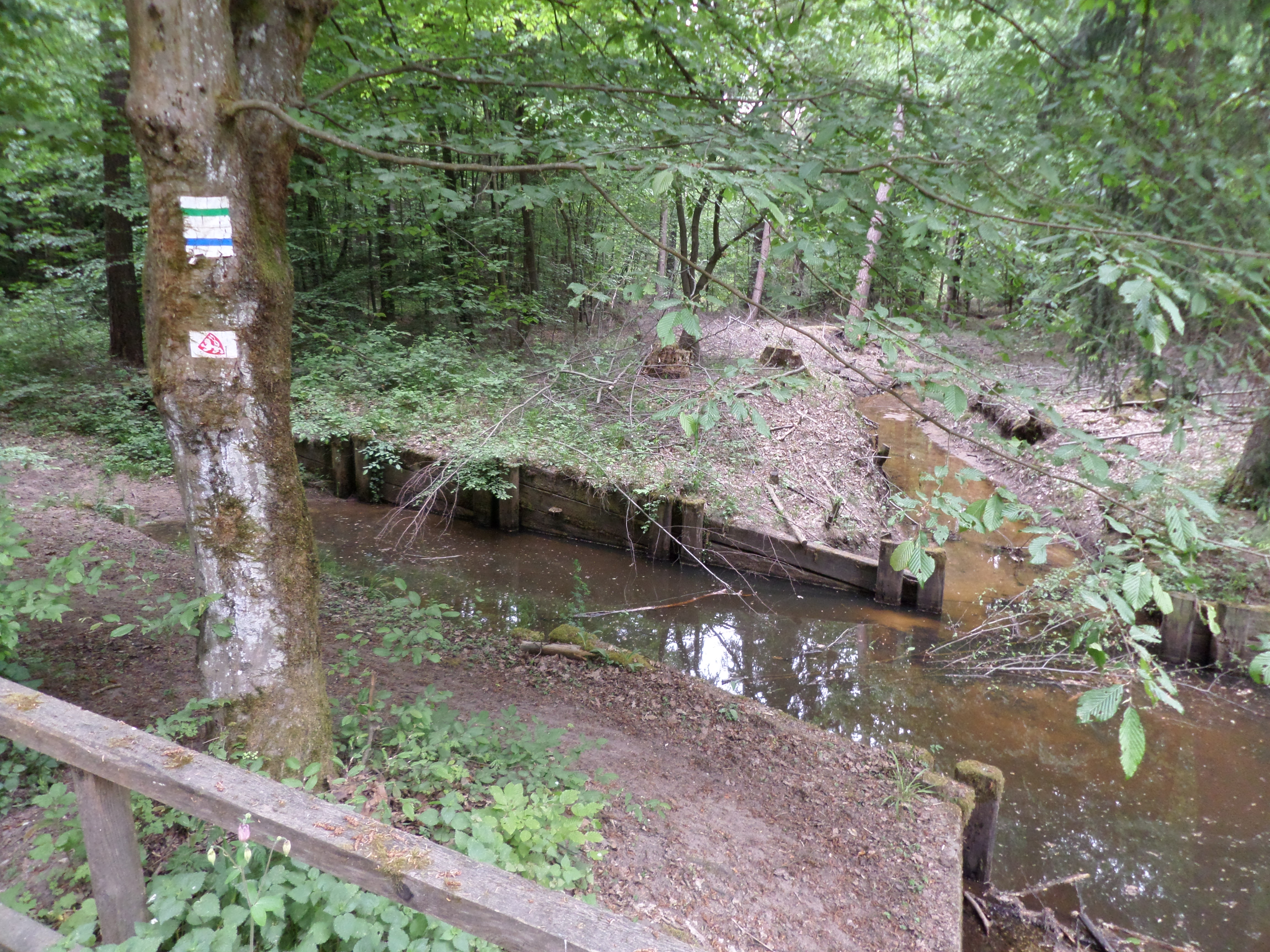
Langwassergraben Höhe Sackpfeife
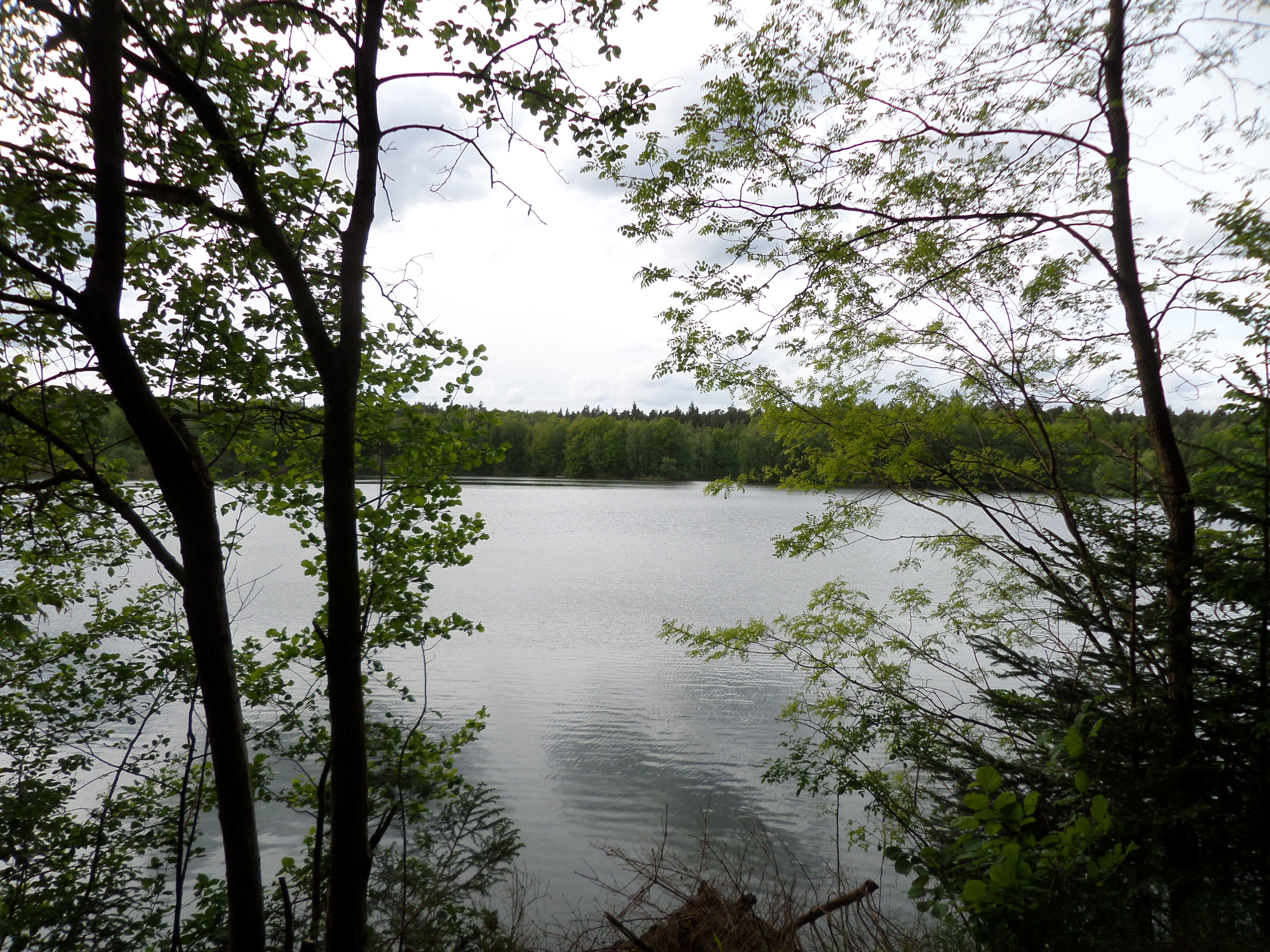
Zapfweiher (Behringersdorfer Forst)